# Incubus (Band)/Diskografie
Diese Diskografie ist eine Übersicht über die musikalischen Werke der US-amerikanischen Rock-Band Incubus. Den Schallplattenauszeichnungen zufolge hat sie bisher mehr als 7,7 Millionen Tonträger verkauft. Ihre erfolgreichste Veröffentlichung ist das vierte Studioalben Morning View mit mehr als 2,3 Millionen verkauften Einheiten.

## Alben

### Studioalben
| Jahr | Titel Musiklabel                        | Höchstplatzierung, Gesamtwochen, AuszeichnungChartplatzierungen (Jahr, Titel, Musiklabel, Platzierungen, Wochen, Auszeichnungen, Anmerkungen) | Höchstplatzierung, Gesamtwochen, AuszeichnungChartplatzierungen (Jahr, Titel, Musiklabel, Platzierungen, Wochen, Auszeichnungen, Anmerkungen) | Höchstplatzierung, Gesamtwochen, AuszeichnungChartplatzierungen (Jahr, Titel, Musiklabel, Platzierungen, Wochen, Auszeichnungen, Anmerkungen) | Höchstplatzierung, Gesamtwochen, AuszeichnungChartplatzierungen (Jahr, Titel, Musiklabel, Platzierungen, Wochen, Auszeichnungen, Anmerkungen) | Höchstplatzierung, Gesamtwochen, AuszeichnungChartplatzierungen (Jahr, Titel, Musiklabel, Platzierungen, Wochen, Auszeichnungen, Anmerkungen) | Höchstplatzierung, Gesamtwochen, AuszeichnungChartplatzierungen (Jahr, Titel, Musiklabel, Platzierungen, Wochen, Auszeichnungen, Anmerkungen) | Anmerkungen                                                                                       | [↑]: gemeinsam behandelt mit vorhergehendem Eintrag; [←]: in beiden Charts platziert |
| Jahr | Titel Musiklabel                        | DE | AT | CH | UK | US | Rock | Anmerkungen                                                                                       |                                                                                      |
| ---- | --------------------------------------- | --- | --- | --- | --- | --- | --- | ------------------------------------------------------------------------------------------------- | ------------------------------------------------------------------------------------ |
| 1995 | Fungus Amongus Stopuglynailfungus Music | — | — | — | — | US116 a (1 Wo.)US | — | Erstveröffentlichung: 1. November 1995 Wiederveröffentlichung: 7. November 2000 über Epic Records |                                                                                      |
| 1997 | S.C.I.E.N.C.E. Epic Records             | — | — | — | UK— GoldUK | US— GoldUS | — | Erstveröffentlichung: 26. Oktober 1997 Verkäufe: + 600.000                                        |                                                                                      |
| 1999 | Make Yourself Epic Records              | DE56 (9 Wo.)DE | AT30 (10 Wo.)AT | CH45 (9 Wo.)CH | UK83 Gold · (4 Wo.)UK | US47 ×2Doppelplatin · (98 Wo.)US | — | Erstveröffentlichung: 26. Oktober 1999 Verkäufe: + 2.265.000                                      |                                                                                      |
| 2001 | Morning View Epic Records               | DE27 (14 Wo.)DE | AT38 (5 Wo.)AT | CH59 (8 Wo.)CH | UK15 Gold · (10 Wo.)UK | US2 ×2Doppelplatin · (60 Wo.)US | — | Erstveröffentlichung: 22. Oktober 2001 Verkäufe: + 2.215.000                                      |                                                                                      |
| 2001 | Morning View XXIII Virgin Records       | DE50 (1 Wo.)DE[AT: ↑] | AT38 (5 Wo.)AT | CH56 (1 Wo.)CH[UK: ↑][US: ↑] | UK15 Gold · (10 Wo.)UK | US2 ×2Doppelplatin · (60 Wo.)US | — | Neueinspielung: 10. Mai 2024                                                                      |                                                                                      |
| 2004 | A Crow Left of the Murder… Epic Records | DE2 (12 Wo.)DE | AT8 (12 Wo.)AT | CH10 (7 Wo.)CH | UK6 Gold · (6 Wo.)UK | US2 Platin · (31 Wo.)US | — | Erstveröffentlichung: 3. Februar 2004 Verkäufe: + 1.115.000                                       |                                                                                      |
| 2006 | Light Grenades Epic Records             | DE19 (14 Wo.)DE | AT16 (18 Wo.)AT | CH23 (6 Wo.)CH | UK52 Silber · (2 Wo.)UK | US1 Gold · (42 Wo.)US | Rock1 (10 Wo.)Rock | Erstveröffentlichung: 28. November 2006 Verkäufe: + 615.000                                       |                                                                                      |
| 2011 | If Not Now, When? Epic Records          | DE5 (7 Wo.)DE | AT9 (10 Wo.)AT | CH9 (7 Wo.)CH | UK20 (2 Wo.)UK | US2 (11 Wo.)US | Rock1 (11 Wo.)Rock | Erstveröffentlichung: 12. Juli 2011                                                               |                                                                                      |
| 2017 | 8 Island Records                        | DE20 (2 Wo.)DE | AT13 (2 Wo.)AT | CH20 (1 Wo.)CH | UK35 (1 Wo.)UK | US4 (4 Wo.)US | Rock1 (5 Wo.)Rock | Erstveröffentlichung: 21. April 2017                                                              |                                                                                      |

grau schraffiert: keine Chartdaten aus diesem Jahr verfügbar

### Livealben
| Jahr | Titel Musiklabel     | Höchstplatzierung, Gesamtwochen, AuszeichnungChartplatzierungen (Jahr, Titel, Musiklabel, Platzierungen, Wochen, Auszeichnungen, Anmerkungen) | Höchstplatzierung, Gesamtwochen, AuszeichnungChartplatzierungen (Jahr, Titel, Musiklabel, Platzierungen, Wochen, Auszeichnungen, Anmerkungen) | Höchstplatzierung, Gesamtwochen, AuszeichnungChartplatzierungen (Jahr, Titel, Musiklabel, Platzierungen, Wochen, Auszeichnungen, Anmerkungen) | Höchstplatzierung, Gesamtwochen, AuszeichnungChartplatzierungen (Jahr, Titel, Musiklabel, Platzierungen, Wochen, Auszeichnungen, Anmerkungen) | Höchstplatzierung, Gesamtwochen, AuszeichnungChartplatzierungen (Jahr, Titel, Musiklabel, Platzierungen, Wochen, Auszeichnungen, Anmerkungen) | Höchstplatzierung, Gesamtwochen, AuszeichnungChartplatzierungen (Jahr, Titel, Musiklabel, Platzierungen, Wochen, Auszeichnungen, Anmerkungen) | Anmerkungen                       |
| Jahr | Titel Musiklabel     | DE | AT | CH | UK | US | Rock | Anmerkungen                       |
| ---- | -------------------- | --- | --- | --- | --- | --- | --- | --------------------------------- |
| 2012 | HQ Live Epic Records | DE100 (1 Wo.)DE | — | — | — | US100 (1 Wo.)US | Rock34 (1 Wo.)Rock | Erstveröffentlichung: August 2012 |

Weitere Livealben
- 2003: Live at Lollapalooza 2003
- 2004: Live in Japan 2004
- 2004: Live in Sweden 2004
- 2004: Live in Malaysia 2004

### Kompilationen
| Jahr | Titel Musiklabel                    | Höchstplatzierung, Gesamtwochen, AuszeichnungChartplatzierungen (Jahr, Titel, Musiklabel, Platzierungen, Wochen, Auszeichnungen, Anmerkungen) | Höchstplatzierung, Gesamtwochen, AuszeichnungChartplatzierungen (Jahr, Titel, Musiklabel, Platzierungen, Wochen, Auszeichnungen, Anmerkungen) | Höchstplatzierung, Gesamtwochen, AuszeichnungChartplatzierungen (Jahr, Titel, Musiklabel, Platzierungen, Wochen, Auszeichnungen, Anmerkungen) | Höchstplatzierung, Gesamtwochen, AuszeichnungChartplatzierungen (Jahr, Titel, Musiklabel, Platzierungen, Wochen, Auszeichnungen, Anmerkungen) | Höchstplatzierung, Gesamtwochen, AuszeichnungChartplatzierungen (Jahr, Titel, Musiklabel, Platzierungen, Wochen, Auszeichnungen, Anmerkungen) | Höchstplatzierung, Gesamtwochen, AuszeichnungChartplatzierungen (Jahr, Titel, Musiklabel, Platzierungen, Wochen, Auszeichnungen, Anmerkungen) | Anmerkungen                                            |
| Jahr | Titel Musiklabel                    | DE | AT | CH | UK | US | Rock | Anmerkungen                                            |
| ---- | ----------------------------------- | --- | --- | --- | --- | --- | --- | ------------------------------------------------------ |
| 2009 | Monuments and Melodies Epic Records | DE35 (2 Wo.)DE | AT24 (4 Wo.)AT | CH22 (6 Wo.)CH | UK— SilberUK | US5 (13 Wo.)US | Rock2 (10 Wo.)Rock | Erstveröffentlichung: 16. Juni 2009 Verkäufe: + 60.000 |

Weitere Kompilationen
- 2012: The Essential Incubus

### EPs
| Jahr | Titel Musiklabel                           | Höchstplatzierung, Gesamtwochen, AuszeichnungChartplatzierungen (Jahr, Titel, Musiklabel, Platzierungen, Wochen, Auszeichnungen, Anmerkungen) | Höchstplatzierung, Gesamtwochen, AuszeichnungChartplatzierungen (Jahr, Titel, Musiklabel, Platzierungen, Wochen, Auszeichnungen, Anmerkungen) | Höchstplatzierung, Gesamtwochen, AuszeichnungChartplatzierungen (Jahr, Titel, Musiklabel, Platzierungen, Wochen, Auszeichnungen, Anmerkungen) | Höchstplatzierung, Gesamtwochen, AuszeichnungChartplatzierungen (Jahr, Titel, Musiklabel, Platzierungen, Wochen, Auszeichnungen, Anmerkungen) | Höchstplatzierung, Gesamtwochen, AuszeichnungChartplatzierungen (Jahr, Titel, Musiklabel, Platzierungen, Wochen, Auszeichnungen, Anmerkungen) | Höchstplatzierung, Gesamtwochen, AuszeichnungChartplatzierungen (Jahr, Titel, Musiklabel, Platzierungen, Wochen, Auszeichnungen, Anmerkungen) | Anmerkungen                           |
| Jahr | Titel Musiklabel                           | DE | AT | CH | UK | US | Rock | Anmerkungen                           |
| ---- | ------------------------------------------ | --- | --- | --- | --- | --- | --- | ------------------------------------- |
| 2000 | When Incubus Attacks Volume 1 Epic Records | — | — | — | — | US41 (5 Wo.)US | — | Erstveröffentlichung: 22. August 2000 |
| 2015 | Trust Fall (Side A) Island Records         | — | — | — | — | US6 (2 Wo.)US | Rock2 (7 Wo.)Rock | Erstveröffentlichung: 12. Mai 2015    |
| 2020 | Trust Fall (Side B) Island Records         | — | — | — | — | — | Rock37 (1 Wo.)Rock | Erstveröffentlichung: 17. April 2020  |

grau schraffiert: keine Chartdaten aus diesem Jahr verfügbar
Weitere EPs
- 1995: Let Me Tall Ya ’Bout Root Beer
- 1997: Enjoy Incubus
- 2012: Friends and Lovers

### Demos
- 1994: Closet Cultivation

## Singles
| Jahr | Titel Album                                | Höchstplatzierung, Gesamtwochen, AuszeichnungChartplatzierungen (Jahr, Titel, Album, Platzierungen, Wochen, Auszeichnungen, Anmerkungen) | Höchstplatzierung, Gesamtwochen, AuszeichnungChartplatzierungen (Jahr, Titel, Album, Platzierungen, Wochen, Auszeichnungen, Anmerkungen) | Höchstplatzierung, Gesamtwochen, AuszeichnungChartplatzierungen (Jahr, Titel, Album, Platzierungen, Wochen, Auszeichnungen, Anmerkungen) | Höchstplatzierung, Gesamtwochen, AuszeichnungChartplatzierungen (Jahr, Titel, Album, Platzierungen, Wochen, Auszeichnungen, Anmerkungen) | Höchstplatzierung, Gesamtwochen, AuszeichnungChartplatzierungen (Jahr, Titel, Album, Platzierungen, Wochen, Auszeichnungen, Anmerkungen) | Höchstplatzierung, Gesamtwochen, AuszeichnungChartplatzierungen (Jahr, Titel, Album, Platzierungen, Wochen, Auszeichnungen, Anmerkungen) | Anmerkungen                                                 |
| Jahr | Titel Album                                | DE | AT | CH | UK | US | Rock | Anmerkungen                                                 |
| ---- | ------------------------------------------ | --- | --- | --- | --- | --- | --- | ----------------------------------------------------------- |
| 2000 | Pardon Me Make Yourself                    | — | — | — | UK61 (2 Wo.)UK | — | — | Erstveröffentlichung: 22. Februar 2000                      |
| 2000 | Drive Make Yourself                        | DE80 (7 Wo.)DE | — | CH85 (2 Wo.)CH | UK40 Gold · (2 Wo.)UK | US9 (39 Wo.)US | — | Erstveröffentlichung: 20. November 2000 Verkäufe: + 605.000 |
| 2001 | Wish You Were Here Morning View            | — | — | — | UK27 (3 Wo.)UK | US60 (20 Wo.)US | — | Erstveröffentlichung: 21. August 2001                       |
| 2002 | Are You In? Morning View                   | DE72 (6 Wo.)DE | — | — | UK34 (2 Wo.)UK | — | — | Erstveröffentlichung: 8. Juli 2002 Verkäufe: + 5.000        |
| 2003 | Megalomaniac A Crow Left of Murder         | DE70 (6 Wo.)DE | — | — | UK23 (3 Wo.)UK | US55 (20 Wo.)US | — | Erstveröffentlichung: 23. Dezember 2003                     |
| 2004 | Talk Shows on Mute A Crow Left of Murder   | — | — | — | UK43 (2 Wo.)UK | — | — | Erstveröffentlichung: 25. Mai 2004                          |
| 2006 | Anna-Molly Light Grenades                  | — | — | — | — | US66 (9 Wo.)US | — | Erstveröffentlichung: 20. September 2006                    |
| 2007 | Dig Light Grenades                         | DE71 (3 Wo.)DE | AT55 (2 Wo.)AT | — | — | US94 (3 Wo.)US | — | Erstveröffentlichung: 27. März 2007                         |
| 2007 | Love Hurts Light Grenades                  | DE29 (12 Wo.)DE | AT12 (28 Wo.)AT | CH46 (14 Wo.)CH | — | — | — | Erstveröffentlichung: 20. April 2007                        |
| 2009 | Black Heart Inertia Monuments and Melodies | — | — | — | — | — | Rock15 (7 Wo.)Rock | Erstveröffentlichung: 2. April 2009                         |
| 2011 | Adolescents If Not Now, When?              | — | — | — | — | — | Rock3 (20 Wo.)Rock | Erstveröffentlichung: 31. Mai 2011                          |
| 2011 | Promises, Promises If Not Now, When?       | — | AT48 (7 Wo.)AT | — | — | — | Rock16 (20 Wo.)Rock | Erstveröffentlichung: 31. Mai 2011                          |
| 2015 | Absolution Calling Trust Fall (Side A)     | — | — | — | — | — | Rock41 (7 Wo.)Rock | Erstveröffentlichung: 5. Februar 2015                       |
| 2017 | Nimble Bastard 8                           | — | — | — | — | — | Rock28 (9 Wo.)Rock | Erstveröffentlichung: 17. Februar 2017                      |

grau schraffiert: keine Chartdaten aus diesem Jahr verfügbar
Weitere Singles
- 1996: Take Me to Your Leader
- 1997: Familiar
- 1997: A Certain Shade of Green
- 1997: Redefine
- 1998: New Skin
- 2000: Stellar
- 2002: Nice to Know You
- 2002: Warning
- 2002: Circles
- 2005: Agoraphobia
- 2005: Make a Move
- 2007: Oil and Water
- 2009: Let’s Go Crazy
- 2012: Thieves
- 2019: Into the Summer
- 2024: Echo

## Videografie

### Videoalben
| Jahr | Titel Musiklabel                           | Höchstplatzierung, Gesamtwochen, AuszeichnungChartplatzierungen (Jahr, Titel, Musiklabel, Platzierungen, Wochen, Auszeichnungen, Anmerkungen) | Höchstplatzierung, Gesamtwochen, AuszeichnungChartplatzierungen (Jahr, Titel, Musiklabel, Platzierungen, Wochen, Auszeichnungen, Anmerkungen) | Höchstplatzierung, Gesamtwochen, AuszeichnungChartplatzierungen (Jahr, Titel, Musiklabel, Platzierungen, Wochen, Auszeichnungen, Anmerkungen) | Höchstplatzierung, Gesamtwochen, AuszeichnungChartplatzierungen (Jahr, Titel, Musiklabel, Platzierungen, Wochen, Auszeichnungen, Anmerkungen) | Höchstplatzierung, Gesamtwochen, AuszeichnungChartplatzierungen (Jahr, Titel, Musiklabel, Platzierungen, Wochen, Auszeichnungen, Anmerkungen) | Anmerkungen                                                 |
| Jahr | Titel Musiklabel                           | DE | AT | CH | UK | US | Anmerkungen                                                 |
| ---- | ------------------------------------------ | --- | --- | --- | --- | --- | ----------------------------------------------------------- |
| 2001 | When Incubus Attacks Volume 2 Epic Records | — | — | — | — | US— GoldUS | Erstveröffentlichung: 11. Dezember 2001 Verkäufe: + 50.000  |
| 2002 | The Morning View Sessions Epic Records     | — | — | — | — | US— PlatinUS | Erstveröffentlichung: 28. Mai 2002 Verkäufe: + 100.000      |
| 2004 | Alive at Red Rocks Epic Records            | — | — | — | — | US— PlatinUS | Erstveröffentlichung: 23. November 2004 Verkäufe: + 100.000 |

Weitere Videoalben
- 2007: Look Alive

### Musikvideos
- 1996: Take Me to Your Leader
- 1997: A Certain Shade of Green
- 1998: Summer Romance
- 1999: Pardon Me
- 1999: I Miss You
- 2000: Privilege
- 2000: Out from Under
- 2000: Stellar
- 2001: Drive
- 2001: Wish You Were Here
- 2001: Nice to Know You
- 2001: Warning
- 2002: Are You In?
- 2004: Megalomaniac
- 2004: Talk Shows on Mute
- 2005: Make a Move
- 2006: Anna-Molly
- 2006: Dig
- 2006: Circles
- 2008: Love Hurts
- 2009: Black Heart Inertia
- 2011: Adolescents
- 2011: Promises, Promises
- 2015: Absolution Calling
- 2017: Nimble Bastard
- 2018: Loneliest
- 2018: No Fun
- 2018: State of the Art
- 2019: Into the Summer
- 2020: Our Love

## Statistik

### Chartauswertung
|                     | DE    | AT    | CH    | UK    | US     | Rock      |
| ------------------- | ----- | ----- | ----- | ----- | ------ | --------- |
| Nummer-eins-Alben   | DE—DE | AT—AT | CH—CH | UK—UK | US1US  | Rock3Rock |
| Top-10-Alben        | DE2DE | AT2AT | CH2CH | UK1UK | US7US  | Rock5Rock |
| Alben in den Charts | DE9DE | AT7AT | CH8CH | UK6UK | US10US | Rock7Rock |

|                       | DE    | AT    | CH    | UK    | US    | Rock      |
| --------------------- | ----- | ----- | ----- | ----- | ----- | --------- |
| Nummer-eins-Singles   | DE—DE | AT—AT | CH—CH | UK—UK | US—US | Rock—Rock |
| Top-10-Singles        | DE—DE | AT—AT | CH—CH | UK—UK | US1US | Rock1Rock |
| Singles in den Charts | DE5DE | AT3AT | CH2CH | UK6UK | US5US | Rock6Rock |

### Auszeichnungen für Musikverkäufe
| Goldene Schallplatte - Australien - 2001: für die Single Drive - 2001: für das Album Make Yourself - Italien - 2024: für die Single Drive - Kanada - 2007: für das Album Light Grenades - Neuseeland - 2002: für die Single Are You In? - 2006: für das Album Light Grenades Platin-Schallplatte - Australien - 2002: für das Album Morning View - 2006: für das Videoalbum Alive at Red Rocks - Kanada - 2001: für das Album Make Yourself - Neuseeland - 2004: für das Album A Crow Left of the Murder… | 2× Platin-Schallplatte - Neuseeland - 2001: für das Album Make Yourself 3× Platin-Schallplatte - Neuseeland - 2003: für das Album Morning View 4× Platin-Schallplatte - Neuseeland - 2024: für die Single Drive |

Anmerkung: Auszeichnungen in Ländern aus den Charttabellen bzw. Chartboxen sind in ebendiesen zu finden.
| Land/RegionAuszeichnungen für Musikverkäufe (Land/Region, Auszeichnungen, Verkäufe, Quellen) | Silber     | Gold       | Platin       | Verkäufe  | Quellen                       |
| -------------------------------------------------------------------------------------------- | ---------- | ---------- | ------------ | --------- | ----------------------------- |
| Australien (ARIA)                                                                            | —          | 2× Gold2   | 2× Platin2   | 155.000   | aria.com.au                   |
| Italien (FIMI)                                                                               | —          | Gold1      | —            | 50.000    | fimi.it                       |
| Kanada (MC)                                                                                  | —          | Gold1      | Platin1      | 150.000   | musiccanada.com               |
| Neuseeland (RMNZ)                                                                            | —          | 2× Gold2   | 10× Platin10 | 222.500   | aotearoamusiccharts.co.nz NZ2 |
| Vereinigte Staaten (RIAA)                                                                    | —          | 3× Gold3   | 7× Platin7   | 6.250.000 | riaa.com                      |
| Vereinigtes Königreich (BPI)                                                                 | 2× Silber2 | 5× Gold5   | —            | 920.000   | UK                            |
| Insgesamt                                                                                    | 2× Silber2 | 14× Gold14 | 20× Platin20 |           |                               |